# Rio Chiua Mică
O Rio Chiua Mică é um rio da Romênia, afluente do Chiua, localizado no distrito de Vrancea.